# Kingsway Hall

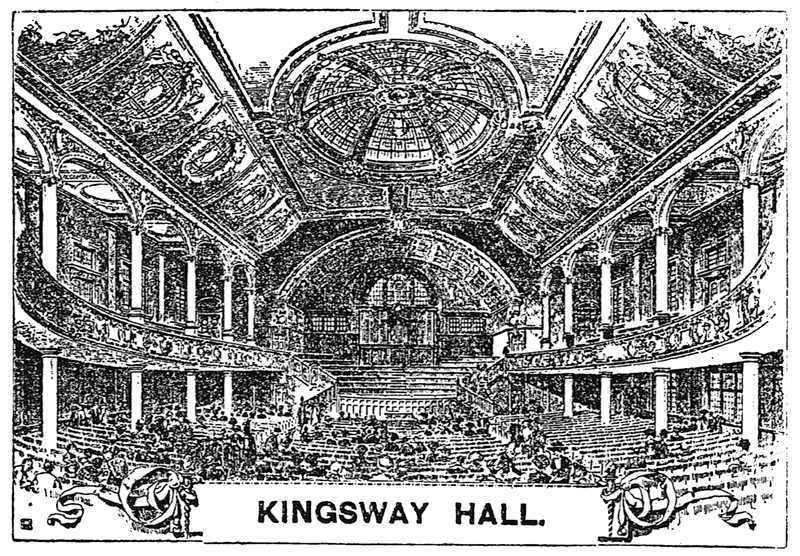
Kingsway Hall

Kingsway Hall è stata una chiesa di Londra impiegata dalla comunità metodista, situata al 75 di Kingsway Street.
Inizialmente adibita a luogo di culto, grazie all'eccellente acustica la chiesa è stata utilizzata come studio di registrazione per la musica classica e le colonne sonore.
Demolita nel 1998, dal 2000 la chiesa è stata soppiantata dall'hotel omonimo.

## Caratteri generali
Nel 1899 il consiglio comunale di Londra ottenne l'autorizzazione a riordinare la parte di città compresa tra i quartieri Holburn e Strand. La comunità della chiesa metodista possedeva in quella zona una piccola cappella, la Wesleyan Chapel, situata al 67 di Great Queen Square; l'edificio, rinominato Kingsway Hall nel 1907, fu demolito, seguendo le direttive comunali, nel 1911.
I fedeli trasferirono la missione in un edificio di sette piani, la Wesley House, che raggruppava un oratorio, una mensa, uffici e sale riunioni. Il complesso, inaugurato il 6 dicembre 1911, fu dotato l'anno successivo di una propria chiesa, chiamata Kingsway Hall, la cui costruzione era iniziata il 24 aprile 1912. Il nuovo edificio fu inaugurato il 6 dicembre 1912, esattamente un anno dopo la Wesley House.
Sempre nel 1912, J. J. Binns costruì all'interno della chiesa un organo, aperto al pubblico il 4 aprile 1913 con un concerto di Gatty Sellars.
Nel 1924 le ditte Hill & Son e Norman & Beard dotarono l'organo di una quarta tastiera e la chiesa si arricchì di nuove campane tubolari e di tamburi.
L'organo, ricostruito nel 1932, rimase fino al 1998. Il compositore nigeriano Fela Sowande è stato l'organista della chiesa a partire dal 1945.
Nel 1983 il Comune acquistò sia la Wesley House sia la Kingsway Hall, donandole al comitato femminile; nel 1996, un'indagine archeologica del sito rivelò che non esisteva più nulla di significante del complesso originario. Nonostante le lamentele da parte dei musicisti e delle riviste specializzate, Kingsway Hall fu demolita nel 1998, soppiantata dall'omonimo hotel a partire dal 2000. La reception dell'hotel è situata pressappoco nel luogo dove registravano le orchestre.

## Architettura
L'interno della chiesa era a forma di ferro di cavallo ed era sovrastato da un ordine di balconate. Al posto dell'abside era presente un palco dotato di posti a sedere. La sala, costruita con mura di stucco, possedeva un pavimento di legno.
L'auditorium poteva ospitare fino a 2.000 persone.

## Kingsway Hall come studio di registrazione
L'eccellente acustica della sala è stata più un incidente che il risultato di uno scopo preciso. La pianta a ferro di cavallo, le mura di stucco e il pavimento di legno fornivano un ottimo feedback.
I cantanti e i musicisti erano entusiasti di esibirsi alla Kingsway Hall perché l'eco della sala permetteva loro di ascoltare la propria performance senza sforzo, tuttavia l'auditorium presentava anche alcuni inconvenienti come la mancanza di servizi di parcheggio, di ristorazione e di riscaldamento. Per i tecnici era molto difficile registrare a causa delle vibrazioni provocate dal passaggio della metropolitana, una diramazione della Piccadilly Line inaugurata il 13 novembre 1907: su molte incisioni è possibile sentire il passaggio del treno, noto come «il rombo di Kingsway». Oltre al metrò, vi erano rumori di cantieri edili e del traffico.
Nonostante le difficoltà, la Kingsway Hall era lo studio di registrazione più ricercato di Londra soprattutto negli anni cinquanta e sessanta, quando le maggiori case discografiche sostituivano le incisioni monofoniche con quelle stereofoniche.
Di seguito è riportata la lista delle compagnie che hanno registrato a Kingsway:
- EMI (1925-80)
- Decca (1944-80)
- Lyrita (1965-80)
- RCA (1957-77)

Tra le orchestre si ricordano la London Symphony Orchestra (421 incisioni tra il 1925 e il 1983) e la London Philharmonic Orchestra (280 incisioni), che fu la prima ad inaugurare la Kingsway Hall nel 1925 diretta da Malcolm Sargent.
La sala è stata occasionalmente utilizzata anche per incisioni non classiche. L'ultimo disco registrato a Kingsway è stata la Manon Lescaut di Giacomo Puccini per la Deutsche Grammophon diretta da Giuseppe Sinopoli, le cui sessioni terminarono il 5 gennaio 1984.
EMI e Decca hanno avuto l'opportunità di acquistare la sala, ma hanno rifiutato a causa delle ingenti somme necessarie alla sua ristrutturazione. I loro contratti con Kingsway Hall scaddero il 31 dicembre 1983

## Incisioni realizzate alla Kingsway Hall
- Il barbiere di Siviglia (1957)

Maria Callas, Tito Gobbi, Luigi Alva.
EMI
- Lucia di Lammermoor (1959)

Maria Callas, Ferruccio Tagliavini, Piero Cappuccilli.
EMI
- The Art of the Prima Donna (1960)

Joan Sutherland
Decca
- Turandot (1972)

Joan Sutherland, Luciano Pavarotti, Montserrat Caballé, Nicolaj Ghiaurov.
Decca
- Esclarmonde (1975)

Joan Sutherland.
Decca
- La traviata (1980)

Renata Scotto, Alfredo Kraus, Renato Bruson.
EMI